# Jiří Georg Dokoupil
Jiří Georg Dokoupil (* 3. června 1954 Krnov) je současný český umělec. Jeho tvorba sympatizuje s dadaismem a díky tomu autor odmítá přijmout jednotný vynucený styl své tvorby. Proto je jeho tvorba plná různých experimentálních technik, obrazy tvoří například pomocí barevných mýdlových bublin, pomocí sazí ze svíček nebo z jednotlivých políček filmu. Společnými vlastnostmi jeho tvorby jsou expresionismus a erotický náboj. Žije a pracuje v Madridu (Španělsko), Riu de Janeiru (Brazílie), Plovdivu (Bulharsko) a v Las Palmas (Gran Canaria).

## Biografie
Jiří Georg Dokoupil se narodil v Krnově 3. června 1954. Po událostech roku 1968 utekl se svou rodinou přes Rakousko do Německa. V roce 1976 začal studovat na akademii výtvarných umění v Kolíně nad Rýnem. Později také navštěvoval univerzity ve Frankfurtu a v New Yorku. V New Yorku studoval pod vedením německého konceptuálního umělce Hanse Haackela. Jeho vliv je znát zvláště v jeho prvotní tvorbě.
V roce 1979 založil Dokoupil společně s umělci jako Hans Peter Adamski, Peter Bommels a Walter Dahn skupinu „Mülheimer Freiheit“. V roce 1982 se konala první Dokoupilova samostatná výstava. V jejich společném kolínském ateliéru se šestice označovaná jako „Jungen Wilden“ věnovala hledání současného uměleckého výrazu prostřednictvím neoexpresivního figurativního stylu v intenzivně barevných plátnech s tradičními náměty a také cestou překonávání intelektuálního formálního jazyka minimalizmu a konceptuálního umění. Už v začátcích si Dokoupil vybudoval méně divoký, ale o to neobvyklejší styl práce a brzo si našel svoji vlastní cestu tvorby. V roce 1982 se ve světě umění stal známým díky obří malbě nazvané „Bože, ukaž mi svoje koule“, která byla určitou formou vzdání pocty „deskové malbě“ Juliana Schnabela, jehož obraz je udělán z rozbitých talířů složených do různých obrazců. Od té doby měl Jiří George Dokoupil desítky výstav po celém světě. Jeho dílo až do současnosti zahrnuje přes 60 takzvaných cyklů a více než 100 vytvořených technik či stylů.